# 大屯寮
大屯寮，原寫為大墩藔或大敦藔，是臺灣臺南市下營區的一個傳統地域名稱，位於該區西北部。相較於今日行政區，其範圍大致包括大吉里西北大半部、仁里里西北部凸出部分的西端、宅內里西北大半部、後街里不含南部及東北端、紅甲里西北部不含西北端。
本地區境內主要聚落為水波藔（大墩藔）、大埤藔。

## 歷史
台灣日治初期，大屯寮地區為一街庄，稱為「大墩藔庄」（舊制街庄），隸屬於茅港尾西堡。該庄昔日西北與學甲藔庄、坔頭港庄、秀才庄、鐵線橋庄為鄰，東北邊及東南邊東段隔急水溪南側分流與十六甲庄為界，東南邊中至西段隔急水溪南側分流與下營庄為界，西南邊隔急水溪南側分流與北勢藔庄為界，西邊為宅仔港庄。
1901年（日治明治三十四年）11月11日，全台廢縣廳改設二十廳，該庄隸屬於鹽水港廳。1904年（明治三十七年）4月1日，該庄編入「茅港尾西區」，隸屬於鹽水港廳。1906年（明治三十九年）4月1日，鹽水港廳內管轄區域調整，該庄改隸屬於「茅港尾區」。1909年（明治四十二年）10月25日，全台合併二十廳為十二廳，茅港尾區改隸屬於臺南廳。1920年（大正九年）10月1日，全台地方制度大改正，廢十二廳改設五州二廳，該庄改制並雅化為「大屯寮」大字，隸屬於臺南州曾文郡下營庄（新制街庄）。
戰後下營庄改制為下營區，隸屬於臺南縣，大字亦改制為村。1950年（民國39年）10月25日，雲、嘉、南分治，下營鄉仍隸屬於臺南縣。2010年（民國99年）12月25日，臺南縣、市合併為直轄臺南市，下營鄉改制為下營區，村亦改制為里。

## 聚落
本地區發展較早的聚落為水波藔（大墩藔）、大埤藔，在日治期初期的官方地圖上已有記載。

## 交通
國道1號又稱「中山高速公路」，是台灣西部兩條南縱向高速公路之一，經過本地區中部。最近的交流道在北側為縣道172號交會處的新營交流道，在南側為省道台84線（東西向快速公路－北門玉井線）交會處的下營系統交流道及縣道176號交會處的麻豆交流道，由此等進入可快速前往國道1號沿線各地。
省道台19甲線是鹽水至赤崁的幹道，經過本地區東北端。由該道路北行可前往新營區西南部、鹽水區，並止於鹽水市區南側的省道台19線轉角路口；南行繞過下營市區東側可前往麻豆區、善化區、新市區、新化區等地。
市道174號是蘆竹溝至橫路的道路，經過本地區大屯寮聚落。由該道路西行可前往學甲區、北門區南部，並止於溪底寮地區的蘆竹溝聚落；東行繞過下營區下營市區北側可前往六甲區、東山區東南部，並止於下南勢地區橫路聚落附近的市道175號路口。
區道南56線是大屯寮至下營的道路，其西側端點（起點）位於本地區西南部的區道南57線路口（大屯寮聚落南郊），由此向東會經過大埤藔聚落。
區道南56-1線是大埤寮至萬姓公的道路，全線位於本地區境內。其北側端點（起點）位於本地區中部偏東南的道174號轉角路口女，向南可銜接區道南56-2線。
區道南56-2線是萬姓公至新庄子的道路，其北側端點（起點）位於本地區大埤寮聚落西南側的區道南56線路口，向北可銜接區道南56-1線。
區道南57線是大屯寮至麻豆的道路，其北側端點（起點）位於本地區大屯寮聚落西南側的市道174號路口。
區道南67線是歡雅至下營的道路，其南側端點（終點）位於本地區東南部邊界地帶東側的市道174號路口。